# Jacques Rose (militant)
Pour les articles homonymes, voir Jacques Rose et Rose.
Jacques Rose, né le 19 avril 1947 à Montréal, est un militant indépendantiste québécois. Au même titre que son frère, Paul Rose, il est l'un des membres de la cellule de financement Chénier du Front de libération du Québec (FLQ) lors de la crise d'Octobre 1970. Il est le fils de la militante Rose Rose et l'oncle du cinéaste Félix Rose, qui en fait l'une des principales figures de son documentaire Les Rose.

## Biographie

### Enfance et formation
Fils de Rose Rose Doré (1914-1981) et de Jean-Paul Rose (1917-1980), il est le troisième enfant d’une famille de cinq. La famille habite dans un petit logement à Ville-Émard avant de déménager à Jacques-Cartier en 1951. La maison n’a ni solage, ni système d’aqueduc, ni égout, ni eau courante. Très jeune, il est dynamique sur le plan social, aidant son père à solidifier des «cabanes» à Jacques-Cartier, une ville connue pour sa pauvreté. Habile de ses mains, sculpteur sur bois, menuisier, mécanicien, il est très impliqué sur le plan communautaire.
Après des études en mécanique à la polytechnique de Vaudreuil, Jacques devient mécanicien diesel pour la société de chemin de fer Canadien National à Pointe-Saint-Charles. À la suite de l’adoption d’une loi sur le bilinguisme, le biculturalisme et les langues officielles, Jacques, décide, pendant son quart de travail, d’enlever et poinçonner en français les instructions unilingues anglaises d’une locomotive. Il se fait sanctionner pour avoir forcé l’affichage en français et confronte ses patrons sur le sujet. Le geste ne demeure pas inaperçu et comme punition, il est transféré à Dorval sur le quart de nuit. Il démissionne peu de temps après.

### Militantisme

#### Le Lundi de la matraque
En 1968, le chef du parti libéral Pierre-Elliot Trudeau promet de s’attaquer à la montée du nationalisme québécois. La veille de l’élection fédérale, il se présente le 24 juin 1968 aux festivités de la Saint-Jean-Baptiste à Montréal, ce qui provoque une émeute au parc Lafontaine dont plus de 300 manifestants sont brutalement arrêtés et tabassés. Contrairement à son frère Paul qui est battu et arrêté, Jacques Rose réussit à échapper à la police en sautant une clôture de l’École normale Jacques-Cartier,.
C’est à ce moment qu’il commence à militer activement avec son frère pour l’indépendance du Québec. À l’été 1968, Jacques et Paul deviennent, dans la circonscription de Taillon, militants pour le RIN, un parti indépendantiste. Ils rencontrent le chef Pierre Bourgault et se lient d’amitié avec Francis Simard, le secrétaire du parti dans le comté. Quelques mois plus tard, le RIN est dissous et les membres sont invités à rejoindre individu par individu le mouvement de René Lévesque.

#### La Maison du pêcheur
Été 1969, les touristes de la Gaspésie sont majoritairement américains. Jacques, Paul et Francis Simard sont indignés d’apprendre que les jeunes avec moins de vingt dollars en poche se voient refuser l’accès à la ville de Percé. Rassemblant leurs économies et élaborant un système de surutilisation de leurs cartes de crédit personnelles, ils ouvrent La Maison du Pêcheur, première auberge de jeunesse populaire au Québec. C’est également un lieu d’échange politique où l’on dénonce, entre autres, les injustices vécues par les pêcheurs de la région. Ils y font la rencontre de Bernard Lortie, un jeune Gaspésien. L’endroit à contribution volontaire s’avère populaire, attirant les poètes Gaston Miron et Paul Chamberland et des chansonniers comme Plume Latraverse, Robert Charlebois et Claude Dubois. La mairie et les policiers locaux contestent la présence de l’établissement sous prétexte qu’il attire les « pouilleux » et encourage la débauche. Avec leurs boyaux, à 200 livres de pression, les «pompiers» arroseurs expulsent férocement les jeunes occupants.
Paul Rose est emprisonné pour avoir «troublé la paix» et une fois relâché, il retourne à La Maison du Pêcheur puis participe avec son frère Jacques et un groupe de Gaspésiens à l’occupation d’un poste de radio à New Carlisle. Ils restent en ondes pendant 22 minutes et réclament « La Gaspésie aux pêcheurs, la Gaspésie libre »,. Quelques jours plus tard, on assiste à un deuxième arrosage, mais cette fois les boyaux sont sectionnés par les manifestants et sympathisants. Le lendemain, les locataires de la Maison reviennent en force et se maintiennent en place jusqu’à la fin de leur bail à la mi-septembre (par la suite, ils lanceront une seconde Maison à Gaspé). Ces assauts font jaser à travers la province. Les appuis arrivent de partout. Le ministre du Tourisme, Gabriel Loubier, se rend même jusqu'à Percé pour tenter « d’acheter » les locataires. Le refus est catégorique.Un film sur l'histoire de cet été 1969 à Percé, a été tourné en 2012. Ce film, La Maison du pêcheur, a été réalisé par Alain Chartrand et produit par le Groupe PVP, de Matane. Benoît Langlais y joue le rôle de Jacques Rose.

#### Crise d'octobre
Au début de l’année 1970, outre le financement par cartes de crédit personnelles, des vols de banque sont enclenchés pour financer les besoins d’une éventuelle formation clandestine qui serait davantage orientée vers l’action.Des voitures, des armes et des maisons sont achetées par le groupe préparatoire formé, entre autres, de Paul Rose, Jacques Rose, Francis Simard et Bernard Lortie.  Au printemps, le groupe acquiert une ferme à Sainte-Anne de La Rochelle pour en faire une «prison du peuple» dans l’éventualité d’enlèvements politiques. À la suite d'une intervention policière, le repaire sera « brûlé » et abandonné ,,.
Au début d’octobre 1970, Jacques, Paul et Francis Simard sont au Texas à la recherche d’armes. Les frères Rose sont accompagnés par leur mère Rose et leur petite sœur Claire, 11 ans. C’est à la radio qu’ils apprennent que la cellule Libération a enlevé le diplomate britannique James Richard Cross. Ne voulant pas que le momentum se perde, ils retournent à Montréal pour préparer un nouvel enlèvement. Convaincus par les derniers évènements, Paul, Jacques, Francis Simard et Bernard Lortie formeront la cellule de financement Chénier du FLQ. Le 9 octobre, Radio-Canada diffuse le manifeste du FLQ. On réclame la libération des prisonniers politiques et le règlement du conflit opposant les camionneurs de Lapalme au gouvernement fédéral. Le lendemain, le ministre de la Justice provincial, Jérôme Choquette, refuse catégoriquement leurs exigences. Quelques minutes plus tard, Jacques Rose, Paul Rose, Francis Simard et Bernard Lortie enlèvent le ministre du Travail et vice-premier ministre, Pierre Laporte. On le garde dans une maison sur la rue Armstrong à Saint-Hubert. Le lendemain, l’armée envahit les rues de Montréal.
Le 11 octobre, Pierre Laporte écrit une lettre à Robert Bourassa pour lui dire qu’il a le pouvoir de «décider sa vie». Il lui demande de répondre positivement aux exigences du FLQ. Le 16 octobre, Pierre Trudeau décrète la loi des mesures de guerre qui permet l’arrestation massive de plusieurs «suspects» sans mandat. Le 17 octobre, Pierre Laporte est retrouvé sans vie dans le coffre d’une voiture. La cellule Chénier en revendique la responsabilité. Pour une question de solidarité, ses membres refusent de préciser «qui a fait quoi et comment». Cette question soulève un débat depuis plusieurs années. Les conclusions du rapport Duchaine commandé par le gouvernement Lévesque révèlent plutôt que la mort de Pierre Laporte serait accidentelle. En 2020, dans le documentaire Les Rose, Jacques Rose affirme toujours sa responsabilité.

« C’est l’erreur qu’on a faite, le front a faite, parce qu’on l’avait kidnappé, on est responsable jusqu’au bout, on l’aurait pas kidnappé il serait pas mort »

Le groupe se cache dans un appartement sur Queen Mary. Le 6 novembre, Bernard Lortie se fait arrêter lors d’une descente de police. Pendant ce temps, Paul, Jacques et Francis Simard sont à l’intérieur d’une cachette au fond d’un garde-robe conçu grâce à l’ingéniosité de Jacques Rose. Après plus de 24 heures d’attente, ils profitent du départ des policiers pour fuir l’appartement. Ils se rendent à Saint-Luc à la ferme de Michel Viger, un partisan indépendantiste. Ils vont s’y cacher durant un mois et demi. Ils y construisent un impressionnant tunnel également conçu par Jacques Rose. Le 28 décembre, les policiers font une descente à Saint-Luc. Les felquistes, armés, exigent le médecin-écrivain Jacques Ferron comme médiateur. Une fois négociés le retrait du « certificat Choquette » et le retour à la normale en matière de cautionnement pour les prisonniers politiques, ils se rendent et sont envoyés à la prison de Parthenais,.

#### Un procès historique
Jacques Rose est le dernier membre de la cellule Chénier à être jugé relativement aux événements d'octobre 1970. C’est la plus longue attente de procès de l’histoire du Commonwealth à cette époque. Il est emprisonné incomunicado à la prison de Parthenais n’étant pas adapté à de longues détentions. Les détenus s’insurgent contre les conditions de détention et les gardiens décident de battre les prisonniers à coup de bâton. Jacques Rose est gravement blessé et est amené d’urgence à l’hôpital Notre-Dame.
En février 1972, Jacques, qui appuie la grève des gardiens de prison, est traîné en cour en pyjama pour y subir son procès pour enlèvement. Il est défendu par Me Robert Lemieux. Il subit quatre procès. Ceux-ci se déroulent selon des procédures plus normales que ceux des autres accusés. Il est aussi le seul accusé à être représenté par un avocat, soit Robert Lemieux. Le ministère public porte des accusations d'enlèvement et de meurtre.
Les procès sont marqués par plusieurs coups d’éclat. Lors d’un audience, Jacques Rose attaque d’un coup de poing le policier de la SQ Albert Lisacek pour avoir pointé un fusil sur la tête de sa mère pendant une perquisition dans la maison familiale des Rose. Ce dernier se relève et menace Jacques Rose d’un fusil .45 en pleine cour avant de se faire arrêter par des collègues policiers.
Le premier procès porte sur l'accusation d'enlèvement. Il débute le 7 février 1972 et se termine le 12 mai 1972 sans conclusion, sur un désaccord du jury, 11 jurés se prononçant pour l'acquittement et un juré pour la culpabilité. Robert Lemieux obtient l’information par un juré et refuse de dévoiler son nom au juge. Robert Lemieux est trouvé coupable d’outrage au tribunal et arrêté sur le banc ce qui provoque une émeute dans la salle d’audience. Jacques Rose tente de stopper le juge et se retrouve avec sa perruque dans les mains.
Un nouveau procès devra donc avoir lieu. Ce deuxième procès sur l'accusation d'enlèvement s'ouvre le 15 octobre 1972 et se termine le 9 décembre 1972 par l'acquittement de Jacques Rose qui s'exprime dans les médias: 

« Chose qui est certaine, ce verdict là, c’est un verdict du peuple, je suis fier de faire partie du peuple québécois, je suis fier de m’être battu pour le peuple québécois et je pense que demain on va être plus explicite là dessus. C’est une première lumière toujours, une première lumière sur la grande noirceur. Que la couronne a fait depuis deux ans et demi dans les choses felquistes. »

En décembre 1972, le ministère public porte de nouvelles accusations, de complicité après le fait et de séquestration. Le troisième procès porte sur l'accusation de meurtre. Il débute le 16 janvier 1973 et se termine en février 1973 par l’acquittement. Jacques Rose ne se présente pas à son dernier procès et modifie son apparence et se cache pendant plusieurs mois à Ville-Émard sous le nom de Bénito Angelini. Il est retrouvé le 3 juin 1974.
Le quatrième procès porte sur les accusations de complicité après le fait et séquestration. Il a lieu en juillet 1973 et se termine par un verdict de culpabilité de complicité après le fait. Jacques Rose est condamné à huit ans de prison pour l’inculpation: «complicité après le fait» pour ne pas avoir «donné» son frère.

### Incarcération et retour à la liberté
Jacques Rose participe à de nombreuses grèves de la faim pour l’amélioration des droits des détenus. On refuse de le mettre dans la même prison que son frère Paul ce qui est pourtant la norme à l’époque. Il le croise seulement 5 ans après son arrestation pour quelques minutes à la suite d’une circonstance exceptionnelle.
Jacques est libéré de la prison de Cowansville en juillet 1978 et est accueilli par sa famille et de nombreux médias.

« C’est difficile à exprimer, l’état d’âme dans lequel je suis, c’est vibrant, c’est vraiment vibrant, c’est une renaissance tout simplement »

Il devient porte-parole de « Libérons Paul Rose », une campagne menée par sa mère et plusieurs personnalités. Le groupe organise des marches, des rassemblements et des spectacles-bénéfices dans toutes les régions du Québec. Des milliers de personnes vont dans les rues.Le 6 décembre 1981, Jacques reçoit une ovation debout lors du Congrès du Parti québécois qui vient d’adopter une nouvelle résolution pour le transfert des prisonniers politiques dans des prisons québécoises. René Lévesque, choqué par les mesures adoptées, menace de démissionner si le congrès n’est pas annulé. À la suite d'un vote surnommé « le renérendum », René Lévesque gagne son pari,. Lévesque revient sur cette intervention de Jacques Rose dans sa biographie Attendez que je me rappelle.

« Surgissant de la foule comme un diable d'une boite, un jeune rouquin trapu s'approcha du micro. Je n'en crus pas mes yeux, c'était Jacques Rose, l'une des membres de la cellule qui avait assassiné Pierre Laporte en 70. C'était le bouquet. »

Après avoir été un porte-parole flamboyant pour la libération de son frère Paul (libéré en 1982), Jacques se retire et se fait plus discret publiquement. Il se présentera à deux élections québécoises comme candidat NPD-Québec et candidat PDS. Lors de la campagne référendaire de 1995, il fera avec son frère Paul le tour du Québec avec un ancien autobus scolaire transformé en caravane pour le OUI.
En 2005, un scandale éclate au Canada. Michaëlle Jean est nommée Gouverneure générale et son conjoint Jean-Daniel Lafond se vante d’avoir en sa possession une bibliothèque avec un double fond caché fabriqué par Jacques Rose. Plusieurs demandent la démission de la nouvelle gouverneure générale soupçonnée d’être indépendantiste et pour ses liens avec Jacques Rose qui refuse de commenter la nouvelle.
Menuisier à la retraite, Jacques Rose habite au bord du fleuve Saint-Laurent avec sa conjointe.